# Grantler
Grantler, von bairisch-österreichisch grantig („mürrisch“), ist ein umgangssprachlicher Ausdruck für einen Menschen mit mürrischer Grundstimmung vor allem in den bairischen Dialekten, der auch im weiteren deutschen Sprachraum zunehmend Verbreitung fand.
Der Begriff ist nicht zu verwechseln mit dem ähnlich klingenden Grattler.

## Wortherkunft
Die Herkunft von Grantler, abgeleitet von grantig – „übel gelaunt; ärgerlich, unmutig“ ist nicht ganz geklärt, vermutlich aber auf die Adjektive spitz, scharf zurückzuführen. Grantig ist seit dem 16. Jahrhundert belegbar, vermutet wird auch, dass es dem oberdeutschen Verb grennen – „weinen“ entstammt. Ebenso gibt es in den bairischen Dialekten den Grant und die Grantigkeit, die Übellaunigkeit und Unmut beschreiben.
Im Deutschen Wörterbuch von Jacob und Wilhelm Grimm heißt es zu grantig:

„Grantig, adj. , grandig, auch umgelautet gräntig, grändig, ein vornehmlich bair.-österr. wort im sinne von ‚zänkisch, mürrisch, übellaunig‘ u. ä. seit dem 16. jh. belegbar, doch sieh noch grantigkeit. für die herleitung bieten sich verschiedene möglichkeiten an. von der bedeutung her läge beziehung zu grannen sehr nahe; dies aber gehört ins westl. sprachgebiet, und einer erklärung bedürfte auch der dental; die eher zu erwartenden ableitungen grannig […] und grannisch (s. d.) stehen hinter grantig weit zurück. einer beziehung auf grand ‚grober sand‘, das in abgeleitetem adj. grandig zu ähnlichen bedeutungen gelangt wie grantig, steht die regionale verbreitung der wörter im wege. Fick 43, 139 stellt grantig mit mnd. granten ‚gierig sein‘ zur wurzel *grat ‚spitzig, scharf sein‘, als bildungen mit eingeschobener nasalis oder als kreuzungsformen zwischen *grat und *granna ‚scharf, dünn‘ […]. einen weiteren herleitungsversuch sieh s. v. krantwerre und grand, adj. in jüngerem sprachstand, zumal in der mundart, finden zwischen grantig, grannig […] offensichtlich austausch und grenzverwischung statt.“

## Verwendung
Das Klischee des Grantelnden spiegelt sich vom deutschen Schwank, der Commedia dell’arte, wie sie von Autoren wie Nestroy, Raimund oder Karl Valentin, aber auch Molière rezipiert wurde, und dem Heimatroman in volkstümlichen Theaterstücken bis in die heutigen Rundfunk- und Printmedien, z. B. im Komödienstadel sowie im Heimatfilmen wider. Beispiele typischer Grantler sind etwa bei Molière: Alceste in Der Menschenfeind, Argan in Der eingebildete Kranke in der hypochondrischen Variante; Alois Hingerl, der Münchner im Himmel oder Mundl aus der Fernsehserie Ein echter Wiener geht nicht unter.
Ebenso werden Schauspielern oder Figuren der Charakter eines Grantlers zugeschrieben, wie etwa Karl Valentin als legendären Münchner Grantler oder Hans Moser, Otto Schenk und Fritz Muliar, die ein Inbegriff des Wiener Grantlers waren. Ebenso war ein bekannter Darsteller von grantelnden Charakteren der Schauspieler Walter Sedlmayr. Kabarettistisch wird die Figur des Grantlers durch Gerhard Polt, Christian Springer oder Harry G verkörpert. Herr Hirnbeiß mit seinem Zamperl ist ein von der Karikaturistin Franziska Bilek dargestellter Münchner Grantler.